# Type-Moon
 (avril 2012).
Si vous disposez d'ouvrages ou d'articles de référence ou si vous connaissez des sites web de qualité traitant du thème abordé ici, merci de compléter l'article en donnant les références utiles à sa vérifiabilité et en les liant à la section « Notes et références ».
Type-Moon (タイプムーン, Taipu Mūn), stylisé en TYPE-MOON, est un studio japonais, principalement connu pour ses visual novels. Fondé en 2000[réf. nécessaire] en tant que cercle dōjin, il acquiert une très grande renommée grâce à la sortie du visual novel Tsukihime. Le cercle devient quelques années plus tard un studio professionnel et prend le nom de Notes Co., Ltd. (有限会社ノーツ, Yūgen-kaisha Nōtsu). Il sort en 2004 le visual novel Fate/stay night, qui obtient une très grande popularité. Depuis, ses travaux majeurs ont tous été adaptés sous divers formats.

## Histoire

### Les prémices
Les deux fondateurs de Type-Moon se nomment Kinoko Nasu et Takashi Takeuchi. Ils se sont rencontrés pour la première fois au collège, quand Nasu a demandé à Takeuchi de lui prêter un effaceur car il avait oublié le sien. Au fil des mois, ils se rendent compte qu'ils ont de nombreux goûts en commun et sympathisent. Takeuchi prête à Nasu quelques livres qu'il a lus durant sa jeunesse, et ce dernier prend goût progressivement à la lecture puis l'écriture. Ils se perdent de vue après le collège. Takeuchi et Nasu veulent alors devenir respectivement mangaka et écrivain.
Nasu trouve un travail de scénariste assistant dans une compagnie de jeux vidéo, et essaie parallèlement de faire publier ses écrits dans des magazines, sans succès. C'est à cette époque qu'il écrit une nouvelle de 400 pages non diffusée au grand public, Mahōtsukai no Yoru (魔法使いの夜), afin de montrer en dehors de son cercle d'amis proches ce dont il est capable. Seules 3 copies sont imprimées dans une imprimerie de quartier, par Nasu lui-même. Takeuchi (qui gardera précieusement une des copies) intègre la branche d'Hiroshima de Compile, une société de jeux vidéo. Il y rencontre un collègue qui fait partie d'un cercle de dōjin, Takebouki, et ce dernier lui propose de se joindre au groupe. Ce n'est qu'après la faillite de la branche d'Hiroshima que Takeuchi retourne à Tokyo et y retrouve Nasu. Takebouki ouvre un site internet, et sur proposition de Takeuchi, Nasu écrit un light novel qu'il met en ligne sur ce site. C'est de là qu'est né The Garden of Sinners (空の境界, Kara no Kyōkai), qui sera mis en vente lors du Comiket no 56 en août 1999. Il ne rencontre toutefois que peu de succès, le light novel n'étant vendu qu'à 5 exemplaires.
Lors de l'écriture de Kara no Kyōkai, Nasu et Takeuchi envisageaient de réaliser par la suite un manga dōjinshi non hentai. Cependant, la longueur des histoires imaginées par Nasu fait qu'ils n'ont jamais entamé sa réalisation. À la place, ils décident de créer un visual novel de type eroge, afin de satisfaire le goût de Nasu pour les histoires longues et les talents d'illustrateur de Takeuchi. Takeuchi s'est récemment intéressé au marché des jeux amateurs et a constaté que le meilleur créneau est celui des jeux destinés aux hommes ; il convainc Nasu d'écrire une histoire avec des scènes hentai même si ce n'est pas son style habituel.
Takebouki n'étant pas intéressé par la création d'un jeu vidéo, Nasu et Takeuchi quittent le groupe et créent un cercle dōjin du nom de Type-Moon, en référence à un personnage de Notes (ノーツ, Nōtsu),, une précédente histoire de Nasu.

### Le cercledōjin
Nasu et Takeuchi n'ont pas de réelles compétences en développement de jeu vidéo. Takeuchi va donc faire appel à un ancien collègue de Compile, Kiyobee, pour la programmation, ainsi qu'un ami, KATE, pour composer les musiques du jeu. Au début de l'an 2000, Nasu et Takeuchi commencent à travailler sur Tsukihime (月姫). Après avoir quitté son travail, Nasu écrit en 4 mois environ 5 000 pages de script, tandis que Takeuchi passe tout son temps libre à réaliser les graphismes du jeu. La sortie est prévue pour le Comiket 58 en août 2000, mais le jeu n'est pas prêt à temps et sa sortie définitive est reportée au Comiket d'hiver suivant. Type-Moon en profite néanmoins pour distribuer plusieurs versions bêta du jeu.
Après plusieurs retours des bêta-testeurs, Nasu et Takeuchi présentent lors du Comiket 59, en décembre 2000, la version finale du jeu nommée Tsukihime : Blue Blue Glass Moon, Under The Crismon Air. Ils prennent le risque de produire 1 000 copies du jeu, en pensant les écouler au bout d'un an environ, mais à leur grande surprise, les exemplaires se vendent tous presque immédiatement. Le jeu reçoit de nombreux avis positifs, et des artistes expérimentés offrent leurs dessins inspirés du jeu au cercle. On leur propose même de réaliser une convention basée uniquement sur Tsukihime, ce qui se fera le 8 octobre 2001. En janvier 2001, Type-Moon sort Tsukihime PLUS-DISC (月姫 PLUS-DISC), un recueil d'histoires courtes sur les personnages de Tsukihime, les versions d'essai du jeu vendues lors des précédents Comiket, et les quatre premiers chapitres de Kara no Kyōkai. Les réactions à cette incorporation sont très positives, permettant à cette histoire de gagner en notoriété auprès du grand public.
Grâce à ce succès, Type-Moon renforce son équipe et développe une suite parodique à Tsukihime, Kagetsu Tōya (歌月十夜) qui sort en août 2001 à l'occasion du Comiket no 60. Devant le succès de Type-Moon, quelques compagnies d'eroge leur conseillent de passer professionnels. Le cercle s'y refuse, préférant rester dans le dōjin game pour avoir une plus grande indépendance. En effet, lors de son passage dans une société de jeux vidéo, Takeuchi a eu un aperçu assez complet de toutes les restrictions légales que peut rencontrer une société, et qui peuvent être très contraignantes. Nasu poursuit le développement de Tsukihime en publiant deux petites histoires, Talk et Prelude, qui pourraient servir d'intermédiaires entre Tsukihime et une éventuelle suite. En décembre 2001, grâce à sa popularité grandissante par sa publication dans le Tsukihime PLUS-DISC, la maison d'édition Kōdansha s'associe avec Type-Moon pour sortir dans le commerce l'ensemble de Kara no Kyōkai en version papier. Cette première édition grand public est publiée au cours du Comiket 61, ainsi que fragments, un livre contenant diverses informations sur Kara no Kyōkai et Tsukihime.
Début 2002, Type-Moon cherche à produire un nouveau visual novel. Takeuchi ressort alors une ancienne histoire de Nasu que ce dernier avait imaginée au lycée et où des figures historiques s'affrontent pour obtenir un artefact sacré, le Saint Graal. C'est le futur Fate/stay night (フェイト／ステイナイト, Feito／sutei naito). Le problème est que dans l'histoire originelle, le personnage principal est une femme, ce qui ne colle pas avec les codes des eroges. Takeuchi propose tout simplement d'échanger le sexe des deux personnages principaux, mais dans un premier temps, Nasu refuse, car c'était comme si on suggérait que le personnage principal de Berserk, Guts, pourrait être une femme. Nasu accepte finalement et modifie son script pour s'adapter au style des eroge. Parallèlement à cela, une série d'émissions de radio sur Kara no Kyōkai est rassemblée et publiée sous la forme d'un drama CD, Type-Moon commençant à diversifier les supports de ses travaux.
Dans cette logique, Type-Moon s'associe avec le studio de dōjin game Watanabe Seisakusho, et au Comiket no 63 en décembre 2002, le jeu de combat Melty Blood (メルティ ブラッド, Meruti Buraddo) est mis en vente. Ce jeu fait s'opposer les acteurs de Tsukihime ainsi que quelques nouveaux personnages, dans la continuité d'une route non-développée dans Tsukihime par manque de temps. À l'époque, Type-Moon avait tellement peur que le jeu soit un échec que le nom du studio n'apparaît nulle part sur la jaquette. Pourtant, le jeu rencontre un franc succès et est connu comme l'un des meilleurs jeux de combat 2D dōjin. Deux mois plus tard, Watanabe Seisakusho se dissout et devient French-Bread, qui poursuivra le développement de MELTY BLOOD, notamment avec l'introduction d'un mode histoire proche du concept d'un visual novel, écrit par Nasu.

### Le studio professionnel
Rapidement, le projet actuel de Type-Moon s'avère trop ambitieux pour un simple cercle de dōjin, et les membres se trouvent face à un choix : revenir sur leur décision de rester amateurs ou abandonner les jeux pour adultes et créer des jeux pour les consoles de salon. Ce marché semblant trop faible pour être viable, Type-Moon décide de devenir un studio professionnel et devient Notes Co., Ltd., dont le nom est tiré d'Angel Notes. Cependant, dans la pratique, le studio continue à être appelé Type-Moon. Dans ses dernières heures en tant que cercle dōjin, Type-Moon sort en avril 2003 Tsuki-Bako, une compilation de Tsukihime et de Kagetsu Tōya avec de nouvelles musiques, et une version enrichie de Tsukihime PLUS-DISC, bien qu'amputée des chapitres de Kara no Kyōkai.
Fort de sa grande popularité, Tsukihime est adapté en anime, ce dernier étant réalisé par le studio J.C. STAFF et produit par Geneon. L'anime est diffusé en octobre 2003 sous le nom de Shingetsutan Tsukihime (真月譚 月姫) et compte 12 épisodes. Tsukihime est également adapté en un manga de 10 volumes par le mangaka Sasaki Shonen, dont la publication s'est étalée d'octobre 2003 à septembre 2010.
Le 30 janvier 2004 sort Fate/stay night, première œuvre commerciale de Type-Moon. Contrairement à son prédécesseur, Fate/stay night n'a pas été codé sur NSripter mais sur KiriKiri 2, un logiciel axé sur la performance graphique. En 2004, le jeu se vend à 146 686 exemplaires, faisant de lui le visual novel le plus vendu de l'année. Type-Moon met en circulation en même temps que le jeu deux artbooks : le Fate/stay night Premium Fan Book et le Fate/side side materiale1. En mai, French-Bread sort une nouvelle version de Melty Blood : MELTY BLOOD Re-ACT, suivie deux mois plus tard par le livre d'informations : MELTY BLOOD -Re-ACT- Official Strategy Guide Book.
En conséquence du passage au statut de studio professionnel, les droits de Kara no Kyōkai sont renégociés avec Kōdansha, et cela aboutit à la sortie d'une nouvelle édition du light novel en juin, avec de nouvelles illustrations de Takeuchi. En juillet, toujours avec Kōdansha, Nasu publie un nouveau light novel, Decoration Disorder Disconnection (généralement abrégé en DDD).
À partir de la mi-2003, Type-Moon travaille sur Fate/hollow ataraxia (フェイト/ホロウ アタラクシア, Feito/horou atarakushia), une suite de Fate/stay night destinée avant tout aux fans, bien qu'une trame sérieuse soit présente en fil rouge. C'est donc le 28 octobre 2005 que sort ce nouveau visual novel. Grâce aux succès de ses prédécesseurs, le jeu se vend à 154 015 exemplaires en 2005, devenant une des plus grosses ventes de l'année dans sa catégorie. Voulant en outre augmenter la visibilité de l'entreprise, en 2005, Nasu accepte la proposition de Geneon et de Studio DEEN pour adapter Fate/stay night en anime. Tout comme pour Tsukihime, ce sera la première route qui sera adaptée, avec des parties empruntées aux autres scénarios, et Nasu propose le découpage de l'histoire au cours des 24 épisodes. Nasu et Takeuchi participent au choix des seiyū, car ceux-ci deviendront les voix officielles des personnages pour les travaux futurs de Type-Moon. C'est en janvier 2006 que commence la diffusion de l'anime de Fate/stay night, qui compte 24 épisodes.
Pendant ce temps, French-Bread s'est scindé en deux entités, une partie s'occupant des jeux pc gardant le nom de French-Bread, et l'autre prenant le nom de Ecole Software et gérant le développement des jeux sur bornes d'arcade et sur console. Ecole va donc poursuivre le développement de MELTY BLOOD, avec la sortie de MELTY BLOOD Act Cadenza, la version arcade de MELTY BLOOD Re-ACT. Depuis, plusieurs nouvelles versions ont été sorties, dont une véritable suite, MELTY BLOOD Actress Again, la dernière version du jeu datant de 2012. C'est également en 2005 que commencent deux mangas simultanément : l'adaptation de MELTY BLOOD dessinée par Takeru Kirishima, avec l'histoire de Sion, et celle de Fate/stay night par Datto Nishiwaki, qui consiste en un mélange entre les deux premières routes du visual novel.
De décembre 2005 à mai 2006, l'anime de Fate/stay night est diffusé à la télévision. Dans la même période, Type-Moon poursuit sa politique de diversification en préparant une version PS2 de son visual novel, avec de nouvelles musiques, de nouvelles illustrations, des animations améliorées, des passages modifiés imperceptiblement (à l'exception des scènes à caractère érotique qui sont supprimées et remplacées par des scènes alternatives), des scènes bonus supplémentaires, et pour la première fois, le doublage des personnages.
En 2006, Kōdansha décide de rééditer à nouveau Kara no Kyōkai sous forme de bunkobon, et pour l'occasion, de nouvelles illustrations de Takeuchi, pour une sortie prévue l'année suivante. C'est dans le même temps que Kōdansha négocie avec Aniplex et le studio ufotable pour l'adaptation en anime du light novel. Nasu était au départ réticent à une adaptation anime, mais quand ufotable lui propose de réaliser, non pas une série télévisée mais une suite de sept films, un par chapitre, il accepte.
En décembre 2006 débute la publication d'un light novel particulier : Fate/Zero (フェイト／ゼロ, Feito/Zero), écrit en collaboration avec nitro+ et un de leurs auteurs, Gen Urobuchi, un proche de Nasu et Takeuchi depuis leur époque dōjin. Fate/Zero conte la 4e Guerre du Saint Graal, dix ans avant les événements de Fate/stay night. Le premier volume sort lors du Comiket d'hiver, durant lequel la file d'attente pour le stand Type-Moon explose le record de la plus longue file d'attente en se prolongeant sur plus de la moitié du hall ouest 4F du Tokyo Big Sight. Le quatrième et dernier volume est sorti lors du Comiket d'hiver suivant.
En avril 2007, Fate/stay night [Réalta Nua] sort sur les consoles PS2. En septembre, c'est la sortie d'un jeu PSP, Fate/tiger colosseum (フェイト/タイガー ころしあむ, Feito/taigā koroshiamu), réalisé par Capcom et faisant se battre les personnages de Fate/stay night avec un chara design de style chibi. Une suite, Fate/tiger colosseum UPPER, avec de nouveaux personnages dont certains appartiennent à d'autres licences du « Nasuverse », sort le 28 août 2008,.
Fin 2007, c'est le début de la sortie au cinéma des films de Kara no Kyōkai, dont le dernier film est sorti en août 2009, suivi d'un épilogue de 30 minutes réalisé également par ufotable et présent dans le coffret Blu-ray. À cause des longueurs des files d'attente pour le stand Type-Moon aux différents Comiket qui sont régulièrement excessives, le studio s'est fait bannir du Comiket d'été de 2008 pour avoir « causé du désordre ». Nasu et Takeuchi ressuscitent alors l'ancien cercle dōjin Takebouki et publient un 8e chapitre à Kara no Kyōkai, nommé Mirai Fukuin recalled out summer (未来福音 recalled out summer).
En juin 2008 sort Fate/unlimited codes (フェイト/アンリミテッド コード, Feito/anrimiteddo kōdo), un jeu de combat mixte entre 2D et 3D,,. Réalisé par Capcom, il met en scène les personnages de Fate/stay night ainsi que quelques apparitions d'autres personnages de la franchise. Deux mois auparavant, en avril, sort le premier Type-Moon Ace, magazine entièrement consacré aux annonces de Type-Moon sur leurs prochaines sorties et de divers sujets les concernant. C'est dans ce premier magazine qu'on apprend la sortie future de trois visual novels: Mahōtsukai no Yoru, Girls' Work (ガールズ ワーク, Gāruzu Wāku) et le remake de Tsukihime, qui pourrait être tout public. Contrairement aux précédents visual novels de Type-Moon, le character designer de Mahōtsukai no Yoru ne sera pas Takeuchi mais Hirokazu Koyama, qui a déjà illustré les volumes de DDD. Mahōtsukai no Yoru était prévu courant 2009 avant d'être décalé à une date ultérieure.
Nasu participe à l'écriture d'un scénario qui est utilisé dans un visual novel sorti en décembre 2008, 428 : Fūsa Sareta Shibuya de qui obtient la meilleure note possible dans le magazine Famitsu, en tant que scénario bonus. Ce même scénario donnera lieu à la sortie d'un anime en 2009, CANAAN (カナン, Kanan), dont la trame se passe deux ans après ce scénario bonus.
En 2009, Type-Moon collabore avec plusieurs compagnies pour différents travaux annoncés tels que le film Unlimited Blade Works en juillet, toujours réalisé par le Studio DEEN; en septembre, le développement de Fate/EXTRA (フェイト／エクストラ, Feito/Ekusutora), un Dungeon-RPG prévu pour mars 2010 et qui offre un profil différent de Fate/unlimited codes,; Et entre-temps, un nouveau report de la sortie de Mahōtsukai no Yoru pour 2010, Nasu ayant beaucoup de mal à reprendre une histoire vieille de 13 ans, Type-Moon annonçant également que le jeu ne sera pas doublé et n'aura qu'un scénario linéaire disponible sans aucun choix suivant alors un format de kinetic novel.
En janvier 2010, le film Unlimited Blade Works sort dans les salles japonaises. Fate/EXTRA, initialement annoncé pour le printemps, sort finalement en juillet de la même année,. Type-Moon met en vente les Fate/complete material, des artbooks reprenant le travail artistique et quelques informations supplémentaires sur Fate/stay night, dont le premier volume est sorti en juillet 2008. Les volumes 2 et 3 sortent courant 2010 et complètent la rétrospective du visual novel. Le volume 4, sorti en 2011, s'attarde sur les adaptations en jeux vidéo, dont Fate/tiger colosseum et Fate/unlimited codes, et le 5e, sorti en 2012, se penche sur Fate/hollow ataraxia.
Mahōtsukai no Yoru est de nouveau repoussé à fin 2010, puis à une date ultérieure sans plus de précisions. En décembre 2010, trois adaptations en animes sont annoncées. La première, l'adaptation libre de Take Moon (テイク ムーン, Teiku Mūn), un manga mêlant librement les œuvres de Tsukihime et Fate/stay night dans des scènes parodiques et comiques, celle-ci se nomme Carnival Phantasm (カーニバル・ファンタズム, Kānibalu Fantazumu), composée de 12 épisodes d'une durée de 13 minutes et d'un épisode hors saison, elle est mise en vente en 3 DVD publiés d'août à décembre 2011,. La deuxième, Girls' Work, une série télévisée anime écrite par Meteor Hoshizora et Jinroku Myogaya de Liar-soft, dont le chara-design est pris en charge par Eri Takenashi, et dont l'animation est réalisée par ufotable, mais sans date de prévue. La troisième annonce est l'adaptation de Fate/Zero, également par ufotable, composé de 25 épisodes, sa diffusion débute en octobre 2011 et dont le premier épisode dure 48 minutes. L'anime reprend les mêmes seiyūs que ceux des drama CD vendus entre décembre 2008 et janvier 2010,. Chaque épisode était accessible pendant une semaine en streaming légal et gratuit une heure après leur diffusion au Japon, sous-titré dans huit langues, sur Nico Nico Douga. Les volumes de Fate/Zero sont d'ailleurs réédités en bunkoban à partir de janvier 2011. De plus, Nasu écrit une petite histoire, Tsuki no Sango (月の珊瑚, Tsuki no Sango), lue en ouverture du « Sakamoto Maaya's Full Moon Recital Hall » (un spectacle où Māya Sakamoto, la seiyū de Ryōgi Shiki, fait la lecture au public de quelques histoires courtes écrites pour l'occasion). Elle est appuyée par la projection d'un court-métrage réalisé par ufotable et dont le chara design est de Takeuchi.
Alors qu'un jeu complémentaire de Fate/EXTRA, Fate/EXTRA CCC (フェイト／エクストラ CCC, Feito/Ekusutora CCC), est annoncé en septembre 2011 pour le printemps 2012 ; dès le début de la diffusion de Fate/Zero, ufotable annonce que l'anime est coupée en deux saisons respectivement de 13 et 12 épisodes, la saison 2 ne débutant qu'en avril 2012 pour permettre au studio de maintenir tout au long de la série la même qualité d'animation. On apprend également dans les mêmes temps que le projet avorté du jeu en ligne, Fate/Apocrypha (フェイト／アポクリファ, Feito/Apokurifa), sera finalement publié sous forme de light novel, écrit par Meteor Hoshizora, dont un chapitre de présentation, écrit par Yuichiro Higashide, est publié début 2012. Le 15 décembre, dans le Type-Moon Ace 7, Type-Moon annonce enfin la sortie définitive de Mahōtsukai no Yoru pour le 12 avril 2012.
Fin décembre, le coffret Blu-ray de la 3e saison de Carnival Phantasm est disponible à la vente. Il contient plusieurs bonus, à savoir l'ultime version de MELTY BLOOD Actress Again Current Code et un court OAV de 12 minutes : Fate/Prototype, donnant un aperçu de ce qu'aurait pu être Fate/stay night tel que l'avait visualisé Nasu durant ses années d'étudiant. Il a été annoncé le 11 mars 2012 que le manga Fate/kaleid liner PRISMA☆ILLYA (Fate/kaleid liner プリズマ☆イリヤ, Fate/kaleid liner Purizuma☆Iriya) d'Hiroshi Hiroyama (aussi connu sous le nom de KALMIA), un manga librement adapté de la licence Fate à base de magical girls, est à son tour adapté en anime. Le 12 avril, la première partie de Mahōtsukai no Yoru est mise en vente après trois ans de report. La semaine suivante, on annonce le report de l'été à l'hiver suivant de la sortie de Fate/EXTRA CCC. Puis, au cours d'une interview, Nasu révèle qu'il souhaite terminer la réalisation de Fate/EXTRA CCC avant de se consacrer aux parties 2 et 3 de Mahōtsukai no Yoru (confirmant au passage qu'il s'agit bien d'une trilogie), au remake de Tsukihime et reprendre enfin DDD.
Les 6 et 7 juillet 2012 se déroule le « Type-Moon Fes. », une conférence s'étalant sur deux jours pour fêter les dix ans de Type-Moon, et parmi les festivités, divers artistes donnent un concert, dont plusieurs ont interprété des chansons pour des œuvres de Type-Moon). À cette occasion, Type-Moon fait une série d'importantes annonces : Fate/stay night [Réalta Nua] est adapté pour la PSVita et dispose de nouveaux openings réalisés par ufotable et interprétés par le groupe earthmind. ufotable va également adapter en film le 8e chapitre de Kara no Kyōkai et dont une bande-annonce est diffusée au cours de l’événement, et la production en cours d'une version 3D du premier film. Une autre bande-annonce, cette fois sur le remake de Tsukihime, donne un aperçu du visual novel bientôt remastérisé. Le drama CD de Fate/EXTRA et celui de Mahoutsukai no Hako (まほうつかいの箱, Mahōtsukai no Hako) (une histoire mettant en scène les personnages du site mobile de Type-Moon) sortent au cours de l'hiver 2012, de même que le premier volume du light novel de Fate/Apocrypha, en même temps que Fire Girl (ファイヤー ガール, Faiyā Gāru), un light novel également écrit par Meteor Hoshizora et illustré par BUNBUN. Tsuki no Sango est adapté en manga par Shonen Sasaki, l'auteur du manga de Tsukihime. Et enfin, l'anime de Fate/kaleid liner PRISMA☆ILLYA est diffusé en 2013, produit par le studio Silver Link et réalisé par Shin Oonuma.
Un artbook sur Fate/Prototype sort le 10 août 2012 dans le commerce. On apprend également que la date de sortie de Fate/EXTRA CCC a été fixée au 21 février 2013, avant d'être repoussée finalement au 28 mars quelques mois plus tard. En outre, l'opening sera réalisé par le studio Shaft. L'adaptation manga de Melty Blood prend fin, et son auteur Takeru Kirishima poursuit sa collaboration avec Type-Moon en s'attelant à un nouveau manga, Hana no Miyako (花のみやこ), un spin-off de Melty Blood centré sur Miyako Arima, et dont le premier chapitre paraît dans le numéro du 26 novembre du Comp Ace.
La version PSVita de Fate/stay night [Réalta Nua] sort le 29 novembre, munie du jeu de cartes Hanafuda (présent dans Fate/hollow ataraxia), avec de nouvelles équipes dont tous les couples Master-Servant de Fate/Zero. Puis, courant décembre, le Type-Moon Ace 8 est publié. Dans une interview, Nasu y révèle que Fate/EXTRA CCC serait son dernier travail sur la licence Fate, et que le retard du jeu est dû à la volonté de Type-Moon de le différencier plus nettement de son prédécesseur et d'allonger le scénario. On y apprend également que Fate/hollow ataraxia est à son tour adapté en manga dans le Shonen Ace à partir du mois de mai suivant, à la suite de la publication du chapitre final du manga de Fate/stay night un mois auparavant. Enfin, le 29 décembre, le premier volume de Fire Girl (il s'agit en fait d'un double volume) et celui de Fate/Apocrypha sont vendus à l'occasion du Comiket 83.

## Principaux membres de Type-Moon
- Kinoko Nasu (奈須 きのこ, Nasu Kinoko?), cofondateur et auteur principal de Type-Moon.
- Takashi Takeuchi (武内 崇, Takeuchi Takashi?), cofondateur, dessinateur et principal illustrateur des travaux de Type-Moon.
- Kiyobee (清兵衛?), programmeur.
- KATE, compositrice.
- OKSG, administrateur du site internet de Type-Moon.
- Hirokazu Koyama (こやま ひろかず, Koyama Hirokazu?), dessinateur et illustrateur principal de Mahōtsukai no Yoru.
- Monoji Tsukuri (つくり ものじ, Tsukuri Monoji?), directeur de la réalisation de Mahōtsukai no Yoru.
- Takao Aotsuki (蒼月 タカオ, Aotsuki Takao?), dessinateur.
- BLACK, dessinateur.
- Shimokoshi (下越, Shimokoshi?), dessinateur.
- Sunadorineko (砂取音幸, Sunadorineko?), graphiste 3D.
- Meteo Hoshizora (星空 めてお, Hoshizora Meteo?), auteur de Girls' Work, Fate/Requiem et Fire Girl.

## Productions
Type-Moon a développé et produit ce qui suit:

### The Garden of Sinners
- connu au Japon sous le nom de Kara no Kyōkai (空の境界?), parfois appelé Rakkyo (らっきょ?), est une série de light novel composé initialement de 7 chapitres, dont les 5 premiers sont publiés sur internet entre 1998 et 1999, le reste étant vendu au Comiket d'été 1999 dans une édition regroupant l'intégralité de l'œuvre. Kōdansha publie le light novel dans le commerce en 2001, avant de le réimprimer en deux volumes en 2004 puis en trois volumes entre 2007 et 2008, la dernière édition se faisant sous forme de bunkobon. Un 8e chapitre a été publié en 2008, apportant une conclusion définitive à l'histoire. ufotable a produit une série de sept films d'animation basés sur les light novels entre 2007 et 2009, et a également produit un OAV de 39 minutes en 2011. Le huitième et dernier film d'animation a été produit et est sorti en 2013. Une adaptation manga, dessinée par Sphere Tenkū, est publiée dans le webmagazine Saizensen de Seikaisha depuis le 15 septembre 2010. Il est également à noter que parmi le cast du dōjin drama CD, sorti le 8 septembre 2002, seul Jōji Nakata a gardé son rôle dans les adaptations cinématographiques.

- Kara no Kyōkai: Mirai Fukuin (ja) (空の境界 未来福音?), 3 courts mangas dessinés par Takeuchi et incorporés dans le 8e tome de Kara no Kyōkai.

### Tsukihime
- Tsukihime (月姫?), visual novel de type eroge pour PC, sorti à l'origine en décembre 2000. Une adaptation en série télévisée anime, intitulée Shingetsutan Tsukihime (真月譚 月姫?), par J. C. Staff a été diffusée à la fin de 2003. Composée de 12 épisodes d'une durée de 24 minutes, cette série suit à peu près les premiers scénarios du visual novel.

- Tsukihime PLUS-DISC, sorti en janvier 2001.

- Kagetsu Tōya (en) (歌月十夜?), la suite de Tsukihime sur PC, sorti en août 2001.

- Tsukibako (月箱?), un ensemble de trois disques spécialement emballé comprenant Tsukihime, PLUS-DISC et Kagetsu Tōya et une bande sonore remixée pour les deux jeux et plus de multimédia, sorti en avril 2003.

- Tsuki no Sango (ja) (月の珊瑚?), un court light novel lu par Māya Sakamoto lors du « Sakamoto Maaya's Full Moon Recital Hall ». Il est finalement édité le 13 octobre 2011 par Seikaisha. Un manga adapte actuellement cette histoire, il est dessiné par Shonen Sasaki et publié depuis le 7 juillet 2012 sur Sai-zen-sen, un site web détenu par Seikaisha[33].

- Hana no Miyako! (ja) (花のみやこ!?), un manga dessiné par Takeru Kirishima entre 2013 et 2014.
- Tsukihime -A piece of blue glass moon- (月姫 -A piece of blue glass moon-?), remake du visual novel Tsukihime, sorti le 26 août 2021 uniquement au Japon sur PS4 et Nintendo Switch. Celui-ci n'adapte qu'une partie des chemins scénaristiques proposés par le jeu original. Un autre remake adaptant le reste a été promis par l'auteur, Kinoko Nasu. À la suite des bonnes ventes au Japon (138 408 exemplaires vendus entre le 26 et le 29 août), une traduction officielle serait, avec un peu de chance, envisageable.

### Fate
- Fate/stay night, visual novel de type eroge pour PC, sorti le 30 janvier 2004. Une version DVD est sortie le 29 mars 2006; un portage sur PS2 en version censurée, intitulé Fate/stay night [Réalta Nua], est sorti en 2007. Un second portage censuré sur PC est divisé en trois versions, chacun couvrant une route. Actuellement, il existe trois adaptations anime de Fate/stay night: La première a été produite par Studio DEEN, composé de 24 épisodes de 25 minutes et sorti en 2006, la trame suit principalement la route FATE, le premier scénario du visual novel. Fate/stay night TV Reproduction est une compilation de ces 24 épisodes en 2 OAV de 60 minutes sortis en janvier 2010; la seconde adaptation était un film d'animation intitulé Unlimited Blade Works, également produit par Studio DEEN, il est sorti en janvier 2010, reprenant la route éponyme, le second scénario de Fate/stay night; la troisième est un remake télévisé de la route Unlimited Blade Works mais cette fois-ci produite par le studio ufotable; La route Heaven's Feel, troisième scénario du jeu, est actuellement adaptée en une trilogie de films, produite aussi par ufotable. Datto Nishiwaki a réalisé l'adaptation manga du visual novel, prépublié dans le Monthly Shōnen Ace de Kadokawa Shoten entre décembre 2005 et octobre 2012. Elle a été compilée en 20 volumes tankōbon. En France, la série est publiée chez Pika Édition. Heaven's Feel est également adapté en manga par Taskohna, publié depuis le 2 mai 2015 dans le Young Ace de Kadokawa Shoten et en France depuis octobre 2018 aux éditions Ototo. On dénombre actuellement 8 volumes tankōbon.

- Fate/hollow ataraxia, visual novel pour PC et la suite de Fate/stay night. Il est sorti le 28 octobre 2005, avant d'être porté sur la PS Vita le 27 décembre 2015. Une adaptation manga par Mendori est prépubliée dans le Monthly Shōnen Ace de Kadokawa Shoten depuis le numéro de juin 2013, publié le 25 mai 2013.

- Fate/Zero, une série de light novel et la préquelle de Fate/stay night, sortie entre décembre 2006 et 2007. Cette série a été réalisée en collaboration avec nitro+ et a été écrite par Gen Urobuchi. Une adaptation en série anime, de 25 épisodes divisée en deux saisons et produite par ufotable, a été diffusée entre octobre 2011 et juin 2012. Un manga, dessiné par Shinjirō, a été publiée dans le Young Ace entre décembre 2010 et mai 2017 pour un total de 14 volumes tankōbon ; en France il est disponible aux éditions Ototo. Des jeux vidéo basés sur Fate/Zero ont aussi vu le jour tels que Fate/Zero: Next Encounter, un jeu de cartes sur PC, ou bien Fate/Zero The Adventure, un visual novel sur iOS (iPhone, iPad) sous forme de séquences reprises de l'anime, avec quelques-unes spécialement dessinées par ufotable pour l'occasion, et qui reprend l'intégralité de l'histoire du light novel.

- Himuro no Tenchi Fate/school Life (ja) (氷室の天地 Fate/school life, Himuro no tenchi Feito/sukūru life?), un manga 4-koma, spin-off et comique dessiné par Eiichirō Mashin depuis 2006. Cette série suit principalement des personnages secondaires de Fate/stay night et de Fate/hollow ataraxia.

- Fate/tiger colosseum, un jeu de combat 3D pour la PSP, sorti le 13 septembre 2007. Développé par cavia, inc. et édité par Capcom[34],[35], les personnages sont tous rendus dans un style super deformed[13]. Une suite, Fate/tiger colosseum UPPER, toujours sur PSP, est sorti le 28 août 2008[14],[15].

- Fate/unlimited codes, combat développé par cavia, inc. et 8ing en collaboration avec Capcom[16], sorti au Japon le 11 juin 2008 sur les arcades et le 18 décembre 2008 sur PlayStation 2[17],[18], un portage amélioré est sortie pour la PlayStation Portable, inititulé Fate/unlimited codes PORTABLE, au Japon le 18 juin 2009[36],[37],

- Fate/kaleid liner PRISMA☆ILLYA, une série de manga spin-off de magical girls écrite et dessinée par Hiroshi Hiroyama et plongeant les personnages de la franchise Fate dans un univers alternatif au visual novel original. Publiée dans le magazine Monthly Comp Ace entre 2007 et 2008, cette série a été suivi de deux suites 2wei! (ツヴァイ！, Tsuvu~Ai!?, de l'allemand : Zwei!) et 3rei!! (ドライ！！, Dorai?, de l'allemand : Drei!!), dont la dernière est toujours en cours de parution. Un one-shot crossover avec Magical Girl Lyrical Nanoha, intitulé Lyrical Nanoha×PRISMA☆ILLYA, a été publié en 2010. Cette série spin-off a été adaptée en anime, on y dénombre actuellement quatre saisons et un film d'animation.

- Fate/EXTRA, un action/dungeon-RPG développé par Type-Moon et Imageepoch et édité par Marvelous Entertainment[21],[22], sorti au Japon en juillet 2010 sur PSP[24]. Fate/EXTRA CCC est un jeu complémentaire au précédent, sorti en mars 2013[38]. Ces deux jeux ont été adaptés en manga par Robi〜na et publiés dans le Comptiq, d'avril 2011 à novembre 2014 pour Fate/EXTRA et depuis juin 2015 pour Fate/EXTRA CCC. Dessinée par Takenoko Seijin, une seconde adaptation manga intitulée Fate/EXTRA CCC FoxTail est publiée dans le Monthly Comp Ace depuis le numéro de décembre 2013, sorti le 26 octobre 2013. Un remake de Fate/EXTRA, nommé provisoirement Fate/EXTRA Record a été annoncé le 22 juillet 2020 à l'occasion des dix ans du jeu original ; il sera developpé en interne par le studio BB de Type-Moon, créé pour l'occasion, avec à sa tête le réalisateur original du jeu, Kazuya Niino.

- Fate/Prototype, un court OAV de 12 minutes donnant un aperçu de ce qu'aurait pu être originellement Fate/stay night. Il est inclus dans le coffret Blu-ray de la 3e saison de Carnival Phantasm. Fate/Prototype Aoi gin no Fragments (蒼銀のフラグメンツ, Aoi gin no furagumentsu?) est une série de light novel, préquelle à Fate/Prototype, elle est écrite par Hikaru Sakurai et illustrée par Nakahara. C'est au total cinq volumes publiés entre 2013 et 2016 par Kadokawa Shoten. Fate/Labyrinth est une histoire parallèle à Aoi gin no Fragments, également écrite par Hikaru Sakurai et illustrée par Nakahara, elle a été publiée en le 3e et 4e volume de l'histoire d'origine.

- Fate/Apocrypha, une série de light novel écrite par Yūichirō Higashide et illustrée par Ototsugu Konoe, est sortie entre décembre 2012 et 2014 en cinq volumes. Une adaptation manga, dessinée par Akira Ishida, est prépubliée dans le Monthly Comp Ace de Kadokawa Shoten depuis le 16 avril 2016. Une version française est publiée par Ototo depuis 2017[39],[40],[41]. Fate/Apocrypha a été aussi adapté en une série télévisée anime produite par A-1 Pictures, diffusée du 2 juillet au 30 décembre 2017 au Japon[42],[43].

- Fate/strange Fake (ja) est une série de light novel écrite par Ryōgo Narita et illustrée par Morii Shizuki publiée par ASCII Media Works dans sa marque de publication Dengeki Bunko depuis janvier 2010[44]. Il s'agit d'un remake d'une nouvelle pour un poisson d'avril en 2008 publiée sur Internet, sous le nom de Fake/states night, par Ryōgo Narita et qui a ensuite été éditée et incluse dans le Type-Moon Ace Vol.2 en 2009. Une adaptation de manga, également dessinée par Morii Shizuki, est lancée parallèlement à la novélisation actuelle susmentionnée[44]. Fate/strange Fake traite d'une « fausse » Guerre Sainte du Graal quelques années après les événements de la 5e guerre de Fate/stay night.

- Lord El-Melloi II's no jiken-bo (ロード・エルメロイⅡ世の事件簿, Rōdo Erumeroi II-sei no jiken-bo?), une série de light novel écrite par Makoto Sanda, illustrée par Sakamoto Mineji et publiée par Type-Moon sous leur label Type-Moon BOOKS. Il est considéré comme une histoire secondaire à Fate/Zero, en suivant l'un des protagonistes en tant qu'adulte. Une adaptation de manga dessinée par Tō Azuma est publié depuis octobre 2017[45]. Une adaptation en série télévisée d'animation de 13 épisodes et un OVA par le studio TROYCA a été diffusée de juillet à septembre 2019[46].

- Fate/Grand Order, un RPG free-to-play en ligne sur Android et iOS[47],[48]. Le jeu contient des personnages provenant des précédentes œuvres Fate ainsi que de nouveaux personnages.

- Fate/EXTELLA, un jeu d'action sur PS4 et PSVita, développé et édité par Marvelous sorti le 10 novembre 2016. Un portage sur la Nintendo Switch et sur PC (via Steam) est sorti en juillet 2017. Une suite, Fate/EXTELLA LINK, est sortie en juin 2018 au Japon puis en mars 2019 sur les mêmes plate-formes.

### Melty Blood
- MELTY BLOOD, un jeu de combat 2D pour PC développé en collaboration avec French-Bread, sorti en décembre 2002. Il s'agit d'une suite officielle de Tsukihime. Deux séries de manga, écrites par Kinoko Nasu et dessinées par Takeru Kirishima, étaient publiées entre juin 2005 et août 2011; en France, le manga principal était disponible chez Pika Édition[49].

- MELTY BLOOD Re・ACT, extension PC de Melty Blood, sortie en mai 2004.

- MELTY BLOOD Re・ACT Final Tuned, patch final pour MELTY BLOOD Re-ACT, sorti en téléchargement gratuit.

- MELTY BLOOD Act Cadenza, portage arcade de Melty Blood, également sorti sur PlayStation 2 en 2006.

- MELTY BLOOD Act Cadenza ver.B, portage actualisé sur PC d'Act Cadenza, sortie le 27 juillet 2007.

- MELTY BLOOD Actress Again, sorti sur arcade en septembre 2008 et sur PS2, il s'agit de la seule véritable suite du jeu originel.

- MELTY BLOOD Actress Again Current Code, une version améliorée d'Actress Again et le premier jeu de combat 2D pour la borne d'arcade de Sega RingWide, sortie le 29 juillet 2010. La Ver.1.07 est sortie plus tard sur arcade en octobre 2011 et un portage PC en décembre 2011 avec la version Blu-ray en édition limitée de Carnival Phantasm Season 3. Une version actualisée est sortie sur Steam en avril 2016.

### Autres œuvres
- Notes (ja), sorti en mai 1995 et réédité dans Angel Voice en 1999.

- Decoration Disorder Disconnection (ja) (DDD), une série de light novel inachevée écrite par Kinoko Nasu et illustrée par Hirokazu Koyama dont seuls deux volumes sont sortis entre 2004 et 2005.

- ALL AROUND TYPE-MOON -Arnenelbe no ichinichi- (ja) (〜アーネンエルベの一日〜, -Ānen'erube no ichinichi-?), abrégé en AATM, est un drama CD publié au Comiket 72 en 2007[50]. Divers personnages de Type-Moon interagissent à l'intérieur de l'Ahnenerbe et se retrouvent dans des situations comiques. Une adaptation de manga, écrite par B-suke, était publiée pour le Type-Moon Ace. Le premier chapitre adapte une partie du drama CD, tandis que le reste sont des histoires originales. Deux volumes tankōbon sont respectivement sortis le 7 janvier 2010[51] et 29 septembre 2012[52].

- Take Moon, un dōjin comique dessiné par Eri Takenashi et composé de 2 volumes tankōbon respectivement publiés en juin 2004[53] et août 2006[54]. Cette série montre des situations amusantes et absurdes avec différents personnages des franchises de Type-Moon, principalement de Fate/stay night et Tsukihime. Carnival Phantasm, une série d'OAV sorti d'août à décembre 2011, adaptant librement le manga Take Moon et faisant lui aussi intervenir différents personnages de Type-Moon.

- 428: Shibuya Scramble - Nasu avait écrit un scénario spécial pour le jeu, avec Takashi Takeuchi fournissant les character designs. Ce scénario a donné une suite en anime, Canaan[55].

- Fire Girl (ja) (ファイヤーガール, Faiyā Gāru?), une série de light novel avec une histoire originale écrite par l'ancienne membre de Liarsoft Meteor Hoshizora et illustrée par bunbun, publié par Type-Moon dans sa collection Type-Moon Books[56].

- Mahōtsukai no Yoru (ja) (魔法使いの夜?), un visual novel pour PC écrit par Kinoko Nasu, avec les illustrations de Hirokazu Koyama et la musique de Hideyuki Fukasawa. À l'origine écrit et se déroulant avant Tsukihime, l'histoire suit une jeune Aoko Aozaki aux côtés de deux nouveaux visages - Kuonji Alice et Sōjūrō Shizuki. Dans une interview avec 4Gamer, Kinoko Nasu a exprimé le désir de faire un jeu qui ressemble à un travail fini et considère cela comme un succès[57]. Sorti le 12 avril 2012, il s'agit du premier visual novel de Type-Moon à ne pas être un eroge.

- Sekai seifuku : Le Complot de Zvezda, une série télévisée anime de 2014 réalisée par Tensai Okamura et écrite par Meteor Hoshizora, dont l'animation est produite par A-1 Pictures. Plusieurs mangas réalisés par hunting cap brothers ont été publiés par Ichijinsha[58]. Sekai Seifuku -Shiroi Keito to Manatsu no Berubiāje- (世界征服 ～白いケイトと真夏のベルビアージェ～?) est un light novel dont l'histoire se déroule en parallèle à la série d'origine. Écrit par Kō Kimura et illustré par Kōhaku Kuroboshi, il est publié le 22 mars 2014 par Type-Moon dans sa collection Type-Moon Books[59].

### Prochains travaux
- Girls' Work, un nouveau travail de tous âges écrit par les anciens membres de Liarsoft Meteor Hoshizora, Myogaya Jinroku et Kimura Kō, avec les chara design de Eri Takenashi. Une adaptation anime par ufotable est prévue[60].
- Mahōtsukai no Yoru 2 et 3, les suites de la première partie du kinetic novel, sortie en 2012.